# 高田村助弥
高田村 助弥（たかだむら すけや、生没年不詳）は、江戸時代前期の農民、義民。

## 経歴・人物
信濃国水内郡南高田村の人物。
延宝2年（1674年）、松代藩の年貢増徴に反対しておきた惣百姓一揆である二斗八騒動で頭取となる。年貢収納は是正されたが頭取として鳥打峠で処刑された。